# 대한민국 민법 제135조
대한민국 민법 제135조는 무권대리인의 상대방에 대한 책임에 대한 민법조문이다.

## 조문
민법 제135조 (무권대리인의 상대방에 대한 책임) ① 다른 자의 대리인으로서 계약을 맺은 자가 그 대리권을 증명하지 못하고 또 본인의 추인을 받지 못한 경우에는 그는 상대방의 선택에 따라 계약을 이행할 책임 또는 손해를 배상할 책임이 있다.

② 대리인으로서 계약을 맺은 자에게 대리권이 없다는 사실을 상대방이 알았거나 알 수 있었을 때 또는 대리인으로서 계약을 맺은 사람이 제한능력자일 때에는 제1항을 적용하지 아니한다.

[전문개정 2011.3.7.] [시행일: 2013.7.1]

## 사례
- A씨의 아내인 B씨는남편 A씨 소유의 토지를 허락없이 몰래 매도하다 남편 A씨에게 발각되어 등기를 이전시켜 주지는 못하였습니다. 토지 매수인은 B씨를 상대로 민법 제135조(무권대리인의 상대방에 대한 책임)상의 계약이행의 책임을 묻거나 또는 손해배상책임을 물을 수가 있다[1].

## 판례
- 다른 자의 대리인으로서 계약을 맺은 자가 그 대리권을 증명하지 못하고 또 본인의 추인을 받지 못한 경우에는 그는 상대방의 선택에 따라 계약을 이행할 책임 또는 손해를 배상할 책임이 있다(민법 제135조 제1항). ② 이때 상대방이 계약의 이행을 선택한 경우 무권대리인은 그 계약이 본인에게 효력이 발생하였더라면 본인이 상대방에게 부담하였을 것과 같은 내용의 채무를 이행할 책임이 있다. 무권대리인은 마치 자신이 계약의 당사자가 된 것처럼 계약에서 정한 채무를 이행할 책임을 지는 것이다. ③ 무권대리인이 계약에서 정한 채무를 이행하지 않으면 상대방에게 채무불이행에 따른 손해를 배상할 책임을 진다. ④ 위 계약에서 채무불이행에 대비하여 손해배상액의 예정에 관한 조항을 둔 때에는 무권대리인은 그 조항에서 정한 바에 따라 산정한 예정손해액을 지급하여야 한다. 이 경우에도 손해배상액의 예정에 관한 민법 제398조가 적용됨은 물론이다.[2]

## 같이 보기
- 표현대리
- 무권대리
- 대한민국 상법 제14조